# Артополот (притока Сули)
Артополо́т (або Артополо́к) — річка в Україні, в межах Роменського району Сумської області та Миргородського району Полтавської області. Ліва притока Сули (басейн Дніпра).

## Опис
Довжина 38 км, площа басейну 408 км². Похил річки 1,6 м/км. Ширина річища — до 5 м. Споруджено кілька ставків (пл. 0,4 км²), є заболочені ділянки (пл. 9 км²). Живлення мішане. Замерзає річка в грудні, скресає в березні.

## Розташування
Витоки Артополоту розташовані біля північної околиці села Анастасівки. Річка тече переважно на південь/південний захід, у нижній течії — частково на південний схід. Впадає в Сулу на північний захід від села Пісочки.

## Населені пункти над річкою
- Села: Анастасівка, Тарасівка, Андріївка, Старий Хутір, Степне, Токарі, Піски.
- Місто Заводське (на березі Артополоту лежить пляжна зона міста).

## Цікаві факти
- Пригирлова частина річки розташована в межах гідрологічного заказника Артополот.